# DELOS
DELOS is een netwerk van onderzoekers (een zogeheten Network of Excellence) op het gebied van digitale bibliotheken.
DELOS is opgericht onder het vijfde raamwerkprogramma van de Information Society Technology-groep van de Europese Commissie. In het zesde raamwerkprogramma (2004) zijn de activiteiten van DELOS voor vier jaar verlengd.
Het hoofddoel van DELOS is een gezamenlijk programma opzetten om onderzoek op het gebied van digitale bibliotheken in Europa te coördineren en te integreren. Het netwerk bestaat uit acht werkclusters:
1. Architecturen van digitale bibliotheken
2. Informatietoegang en personalisatie
3. Audio, video en niet-traditionele objecten
4. Gebruikersinterfaces en visualisatie
5. Kennisextractie en semantische interoperabiliteit
6. Kennisborging
7. Evaluatie
8. Verspreiding